# Flight of the Crow
Flight of the Crow è il quarto album in studio del cantautore britannico Passenger, pubblicato il 24 settembre 2010.

## Tracce
Tutte le tracce sono state scritte da Mike Rosenberg.
1. Month Of Sundays – 3:55
2. What You're Thinking – 2:55
3. Shape Of Love – 3:08
4. The One You Love – 3:02
5. Golden Thread – 4:01
6. Rivers – 3:31
7. Travelling Song – 2:38
8. The Girl Running – 3:25
9. Diamonds – 2:43
10. Bloodstains – 3:45
11. Flight Of The Crow – 3:40